# Mariele Millowitsch

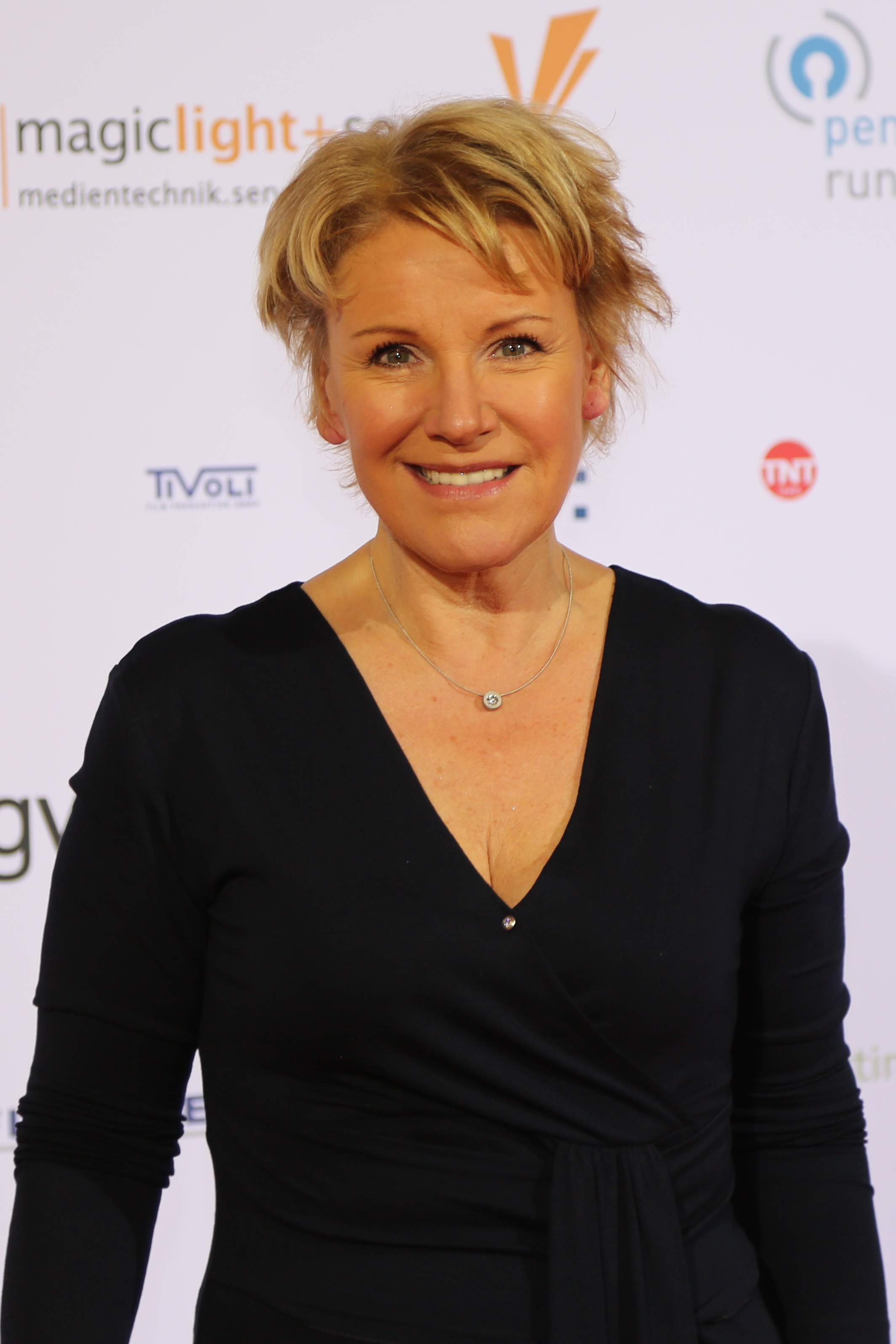
Mariele Millowitsch, 2017

Marie-Luise Mariele Millowitsch, née le 23 novembre 1955 à Cologne,  est une actrice allemande.

## Biographie
Mariele Millowitsch vient d'une famille d'acteurs allemands. Elle est la quatrième et dernière enfant de l'acteur Willy Millowitsch et de sa femme Gerda. L'actrice folk Lucy Millowitsch, sa tante, a dirigé le théâtre familial pendant de nombreuses années avec son père. Sa grand-tante était l'actrice et chanteuse Cordy Millowitsch. Le grand-père Peter Wilhelm Millowitsch était également acteur et metteur en scène de théâtre. En 1936, il achète le théâtre de la rue Aachener Straße à Cologne. Le frère Peter est également acteur et dirige le théâtre familial depuis 1998. En raison de la profession de ses parents, elle-même, comme ses frères et sœurs, a été sur scène très tôt, jouant de nombreux rôles au théâtre Millowitsch en plus de ses études.
Après ses études, elle étudie la médecine vétérinaire à l'université Université Louis-et-Maximilien de Munich et accepte en 1983 une offre de Kay Lorentz de jouer au Düsseldorfer Kom(m)ödchen peu avant la fin de ses études.  De là, elle est ensuite retournée au théâtre Millowitsch. À la fin des années 1980, elle a décidé de reprendre ses études et obtient son doctorat en 1991 avec le sujet Études expérimentales et cliniques sur la discectomie partielle percutanée (DPP) chez le chien. Cependant, elle est retournée à son métier d'actrice.
En plus du travail au théâtre, elle a rapidement reçu de petits rôles dans des séries télévisées. Au milieu des années 1990, elle est devenue connue d'un large public en Allemagne, puisqu'elle a joué en 1995 dans la série de la ZDF Girl friends – Freundschaft mit Herz du rôle de Marie Malek. Elle a joué ce rôle principal aux côtés de Walter Sittler jusqu'en 2004.  Le duo d'acteurs a été vu à partir de 1997 en parallèle dans la série humoristique Nikola sur RTL. Elle a également joué dans des productions internationales telles que la série française Julie Lescaut. Après la fin de Nikola en 2005, l’actrice a repris le rôle de la série. Dans la version allemande de Associées pour la loi, elle a joué dans 16 épisodes l'avocate de la famille Hanna Lorenz.
En 2008, elle est revenue à la ZDF et y joue depuis le rôle de la commissaire de Cologne, Marie Brand, dans la série éponyme.  La FAZ a estimé que la nouvelle série de films n'était « pas novatrice » mais « bien écrite, bien jouée et bien faite »[réf. nécessaire].
Mariele Millowitsch est membre de Médecins sans frontières et Patronne des Patient Days du Breast Center Holweide. Elle vivait avec son partenaire à Cologne. Le couple s'est séparé en décembre 2009 après huit ans de relation.
En février 2017, elle a été désignée par le SPD comme déléguée à l'Assemblée fédérale pour l'Élection présidentielle allemande de 2017[réf. nécessaire].